# József Rippl-Rónai

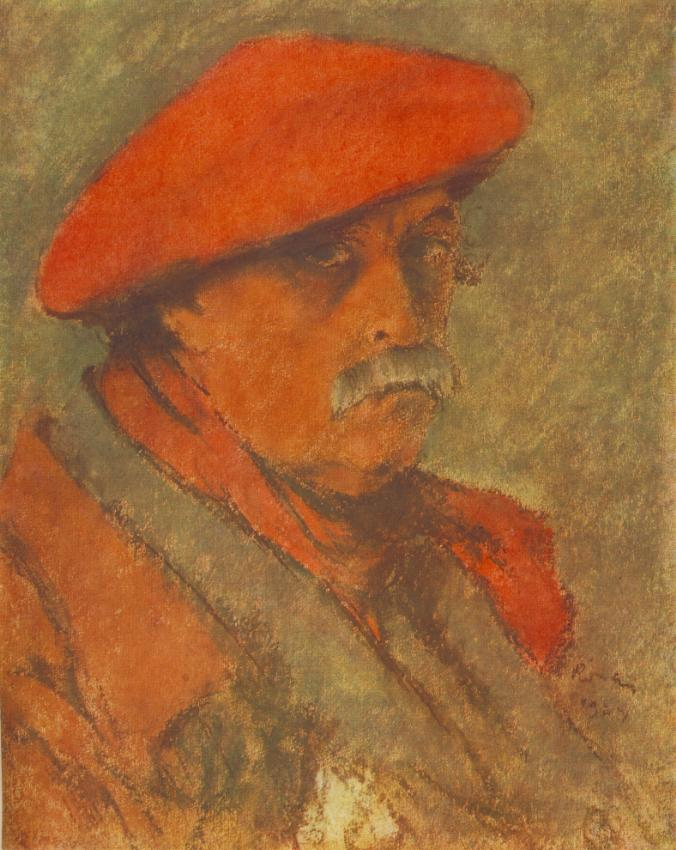
Selbstbildnis (1924), Ungarische Nationalgalerie (Budapest)

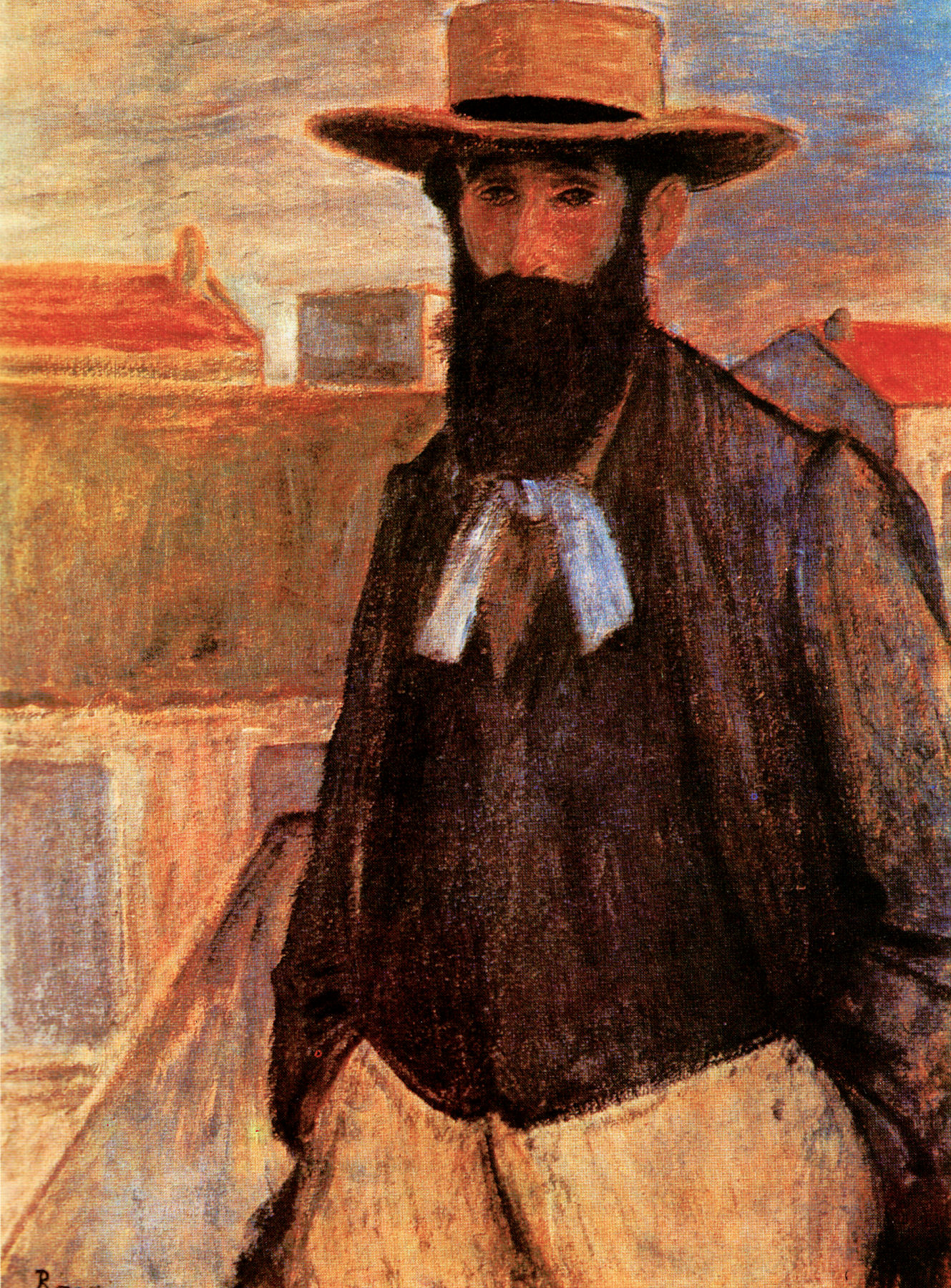
Aristide Maillol (1899), Musée d’Orsay

József Rippl-Rónai (geboren 23. Mai 1861 in Kaposvár, Kaisertum Österreich; gestorben 25. November 1927 in Kaposvár, Königreich Ungarn) war ein ungarischer Maler des Symbolismus und Spätimpressionismus und ein Wegbereiter der Moderne in der ungarischen Malerei.

## Leben
Nach der Matura absolvierte Rippl-Rónai zunächst ein Studium der Pharmazie in Budapest. 1884 ging er nach München, um dort an der Akademie bei Johann Caspar Herterich und Wilhelm von Diez die akademische Malerei zu studieren, gewann ein Stipendium und konnte damit zwei Jahre später nach Paris gehen, um dort bei Munkácsy zu arbeiten. In dessen Haus lernte er den Schotten James Pitcairn-Knowles kennen, mit dem ihn eine lebenslange Freundschaft verbinden sollte. 1889 hielt er sich in Pont-Aven auf und löste sich von Munkácsy. Er hatte seine erste Einzelausstellung 1892 in der österreichisch-ungarischen Botschaft in Paris.
Sein erster großer Erfolg war die Ausstellung des Bildes Meine Großmutter im Jahr 1894 bei einem Salon de Champ-de-Mars, das ihm die Akzeptanz und Aufnahme bei der Künstlergruppe Nabis brachte, wodurch er zum „Nabi hongrois“ wurde. Er war 1899 für längere Zeit zu Gast bei Aristide Maillol in Banyuls-sur-Mer und malte dort Landschaften, Seelandschaften und seinen Gastgeber.
In seinen verschiedenen künstlerischen Phasen – nach der symbolistischen, farbreduzierten, „schwarzen“ Periode werden noch vier weitere abgegrenzt – ging es ihm immer darum, nicht sich an eine Gruppe oder Schule anzupassen, sondern einen eigenen Stil zu entwickeln und diesen Unterschied zu pflegen. Sein Ziel war es, ein großer Künstler zu werden, das konnte er nur mit Originalität erreichen.

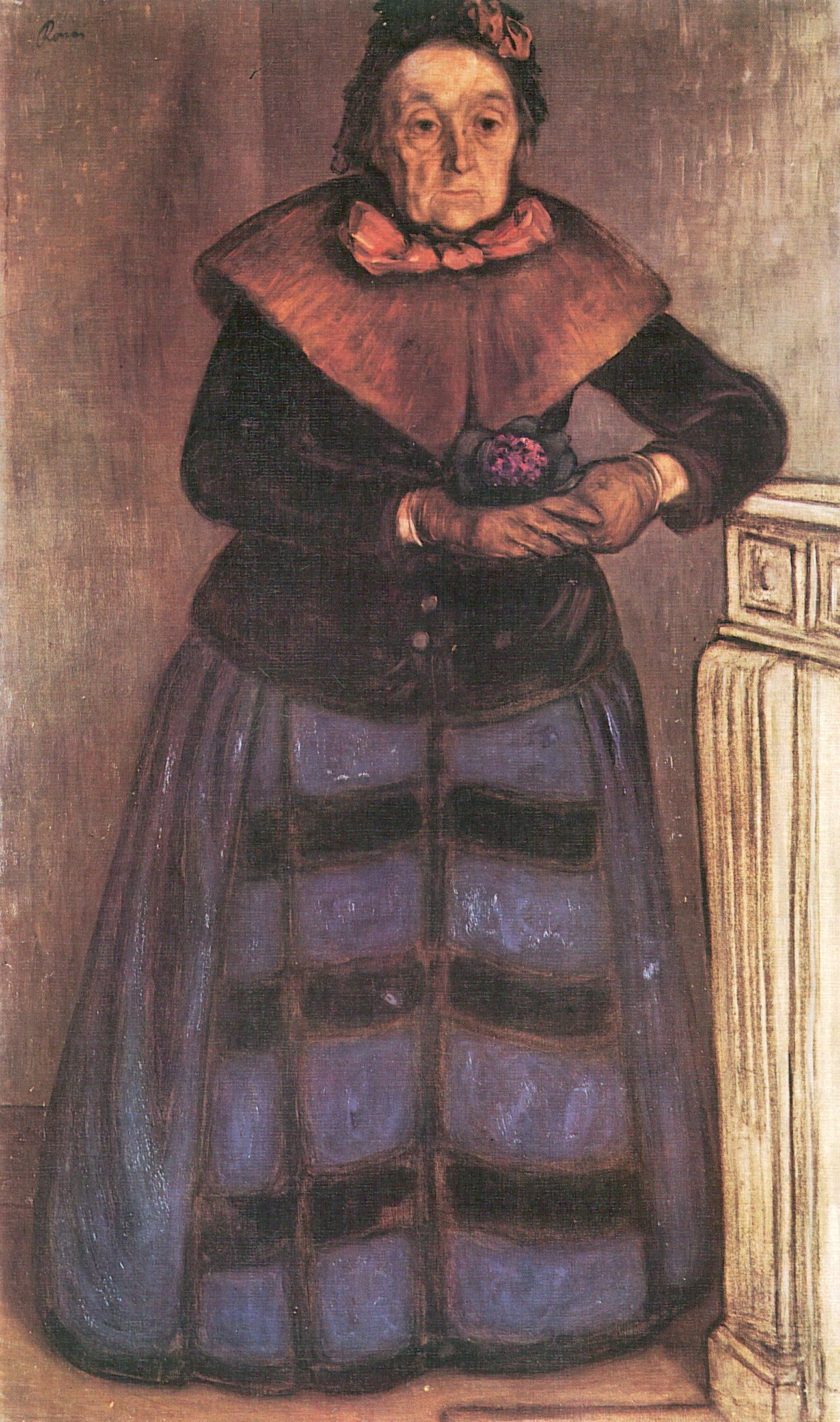
Meine Großmutter (1894)

Er malte nicht nur, sondern widmete sich, wie seine Kollegen, auch der angewandten Kunst und entwarf Alltagsgegenstände. Die von ihm entworfenen und von seiner französischen Lebenspartnerin und späteren Frau Lazarine Boudrion ausgeführten Stickereien gewannen einen Preis bei der Pariser Weltausstellung. Von seinem ungarischen Mäzen Andrássy bekam er den Auftrag Wohnräume auszustaffieren, Arbeiten, die von den Künstlern Miksa Róth, Endre Thék und Vilmos Zsolnay ausgeführt wurden. 1912 erhielt er einen Auftrag für Glasfenster im Neubau des Ernst-Museums, ebenfalls in Budapest, wo er sich nun wieder aufhielt, der Entwurf wurde 1912 auch auf der Sonderbundausstellung in Köln gezeigt. Die von ihm entworfenen Glasobjekte entstanden in Zusammenarbeit mit dem Glasbläser Friedrich Zitzmann in Wiesbaden.
Er lehrte an der freien Kunstschule in Budapest unter anderen Sándor Bortnyik und auch István Beöthy, eine eigene „Schule“ konnte er in Ungarn aber nicht begründen. Die Anerkennung in seiner Heimat gewann er nur mühsam und in Etappen. Als er 1927 in dem von ihm gestalteten Anwesen, der Villa Roma in Kaposvár, starb, war er ein Ungar, der in Paris gewesen war und der aus dem „Westen“ („Nyugat“) in den Kreis der Autoren des Nyugat zurückgekehrt war, die er in Pastellbildern porträtiert hatte.
Das von Rippl-Rónai umgestaltete barocke Wohnhaus und Atelier ist als Museum eingerichtet, an den Wänden hängen auch Gemälde aus der Sammlung seines Bruders Ödön.
Sein Heimatort hat nach ihm das Regionalmuseum benannt, das über große Bestände aus seinem Werk verfügt.

## Autobiografie

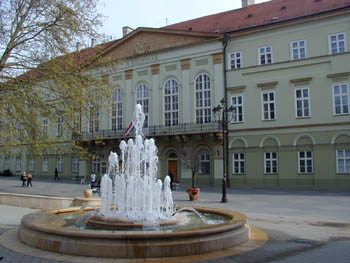
Rippl-Rónai Museum in Kaposvár

- Emlekezesei, Nyugat Budapest 1911, (Memoiren, ungarisch)

## Werke (Auswahl)

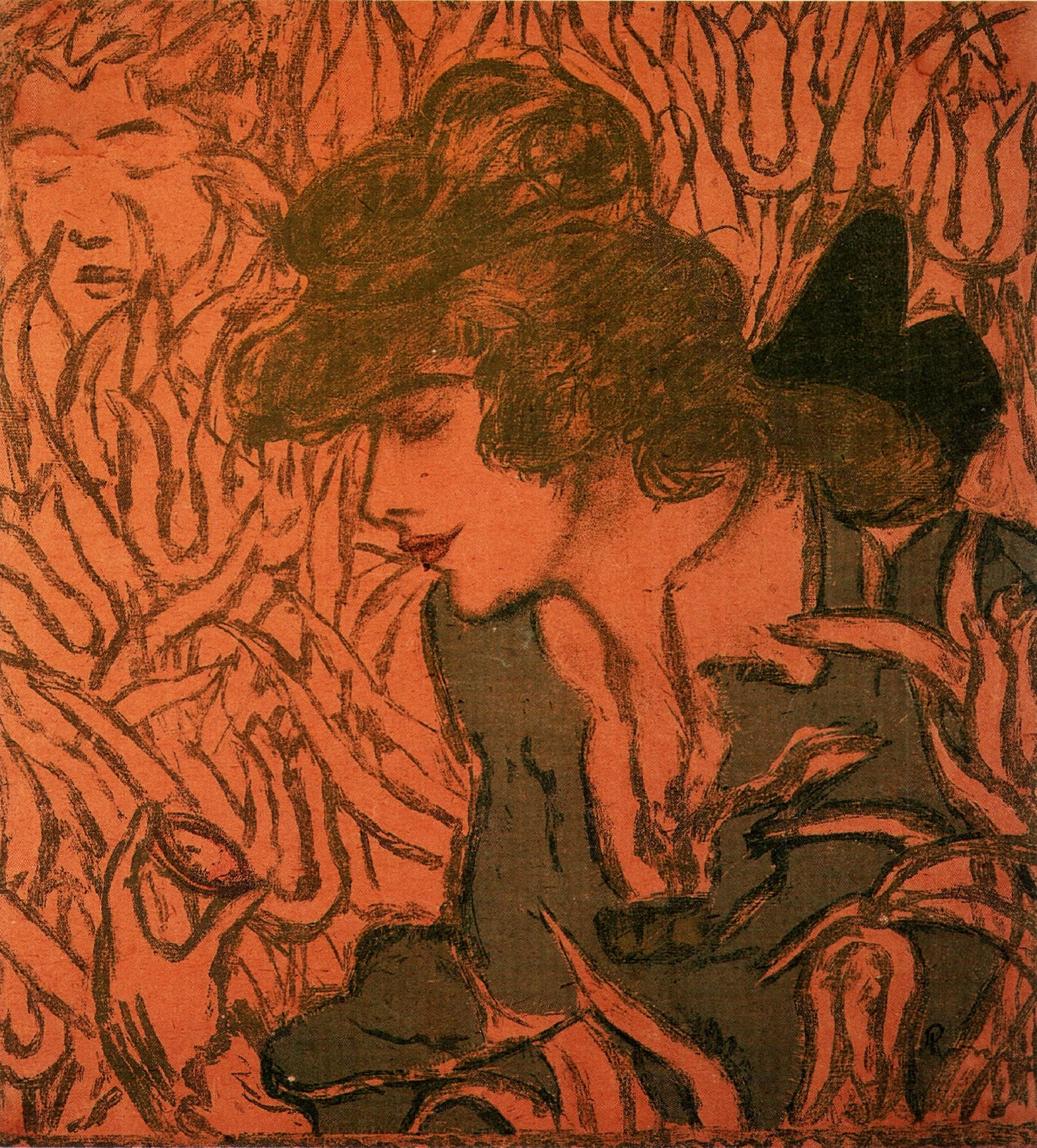
Frau im blauen Kleid (um 1889)
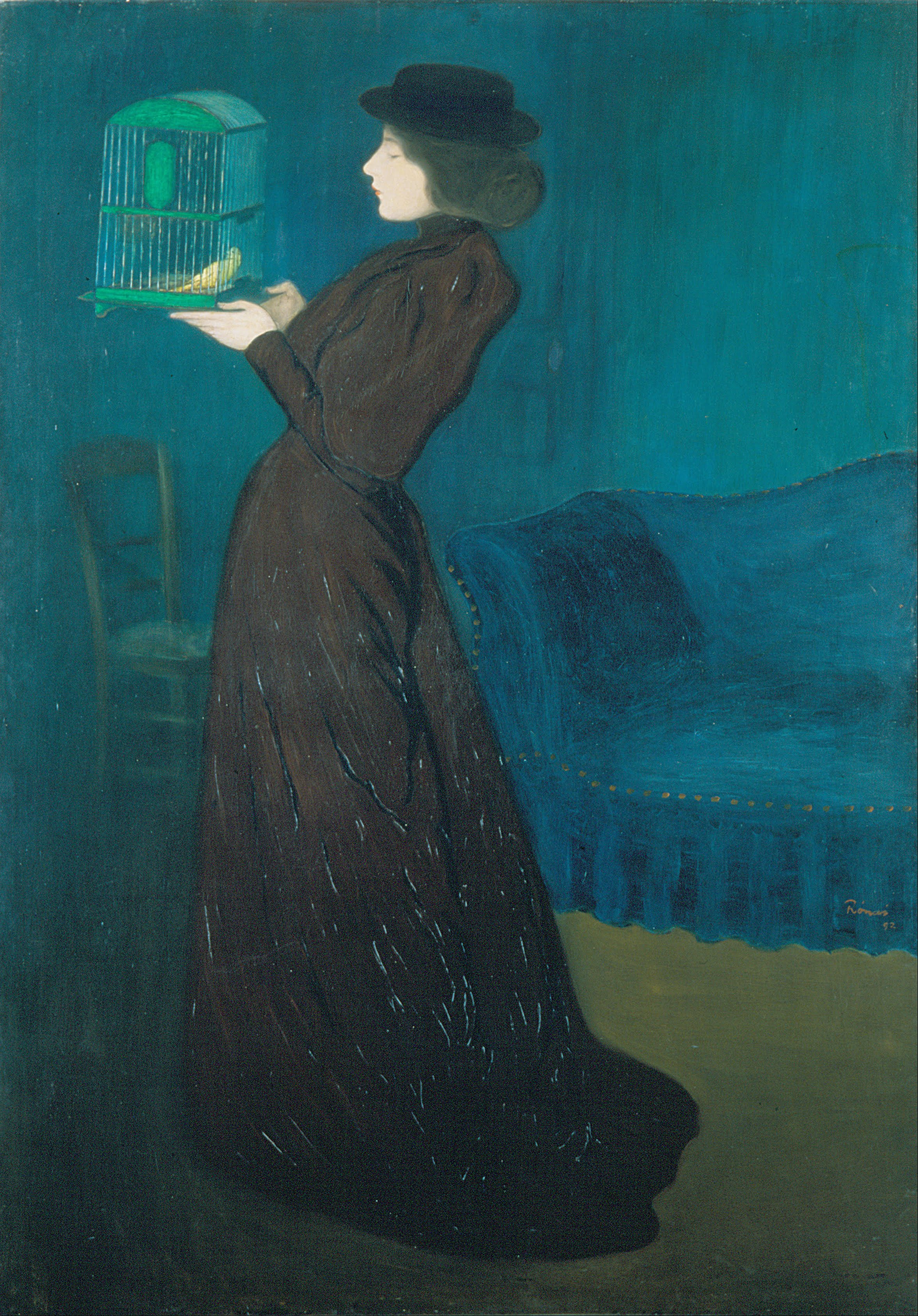
Mädchen mit Vogelkäfig (1892)
Selbstportrait mit braunem Hut (1897)
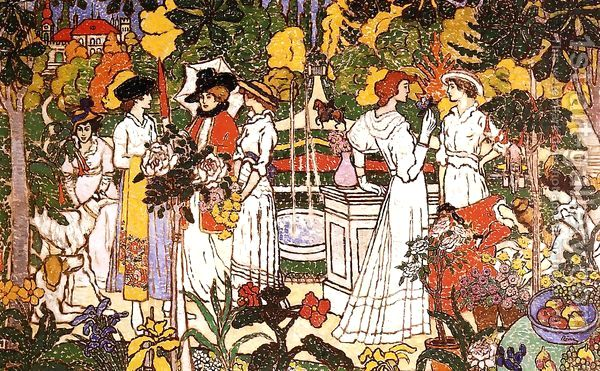
Frauen im Garten (1900)
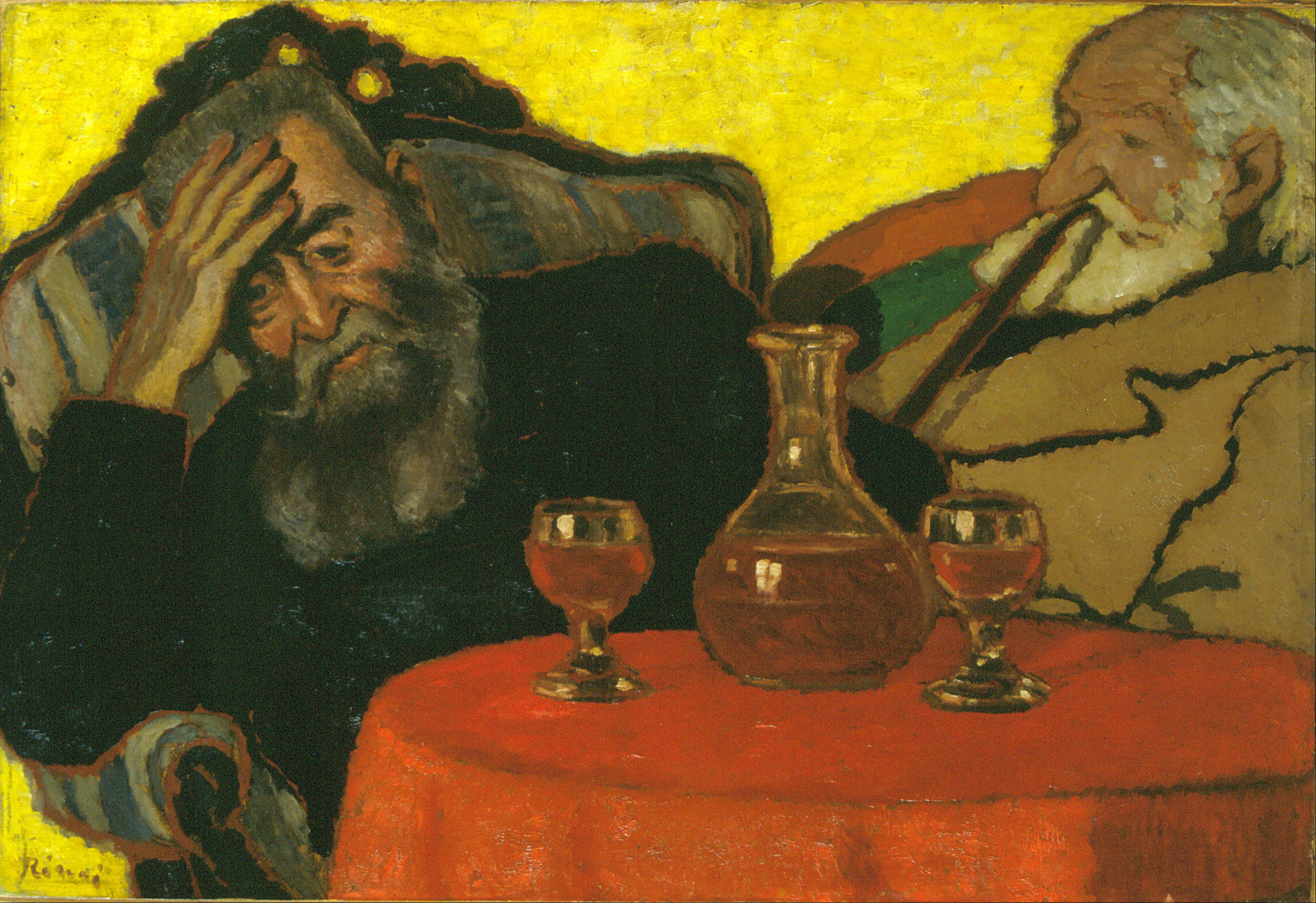
Mein Vater und Piacsek beim Rotwein (1907)
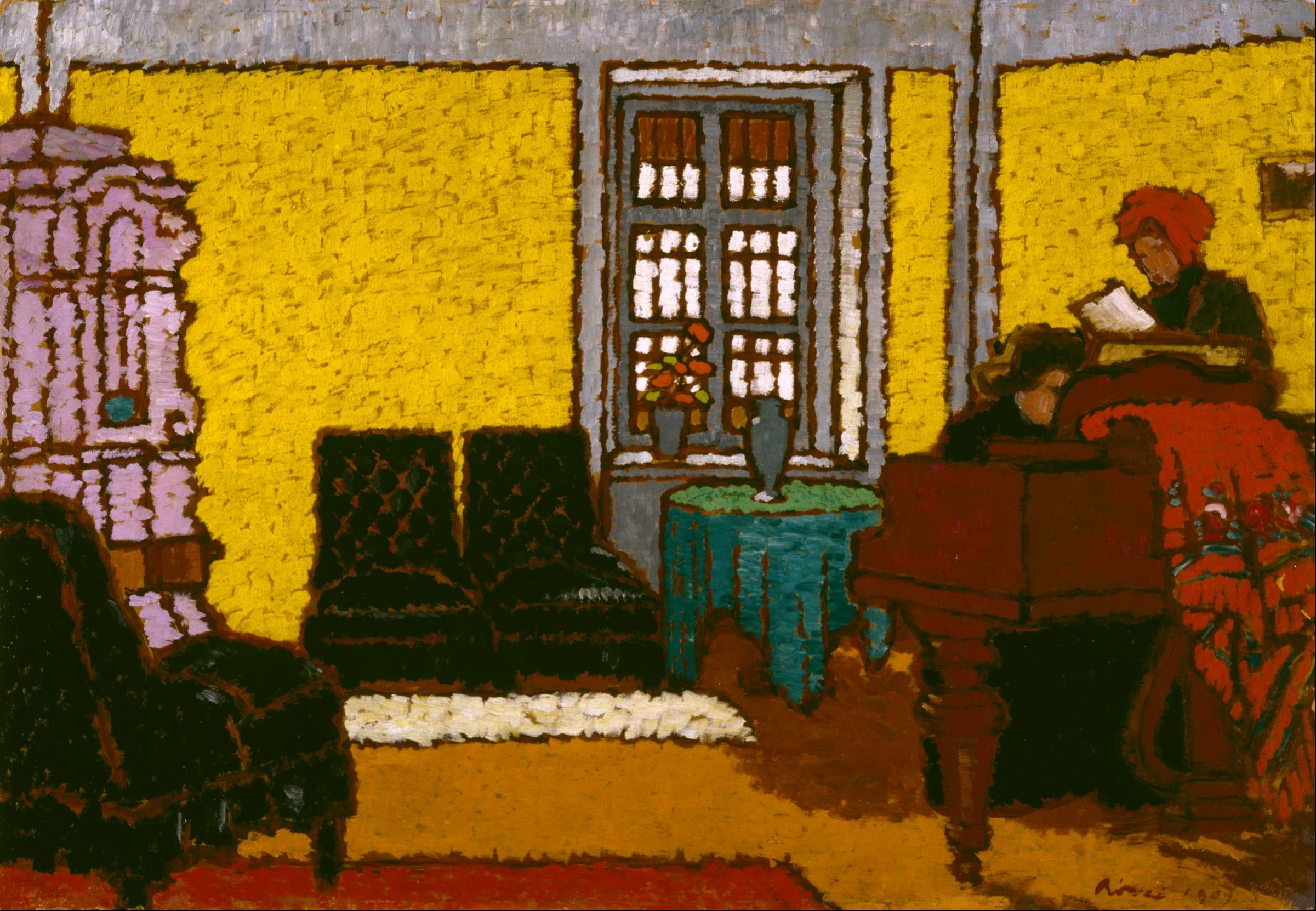
Interieur (1909)
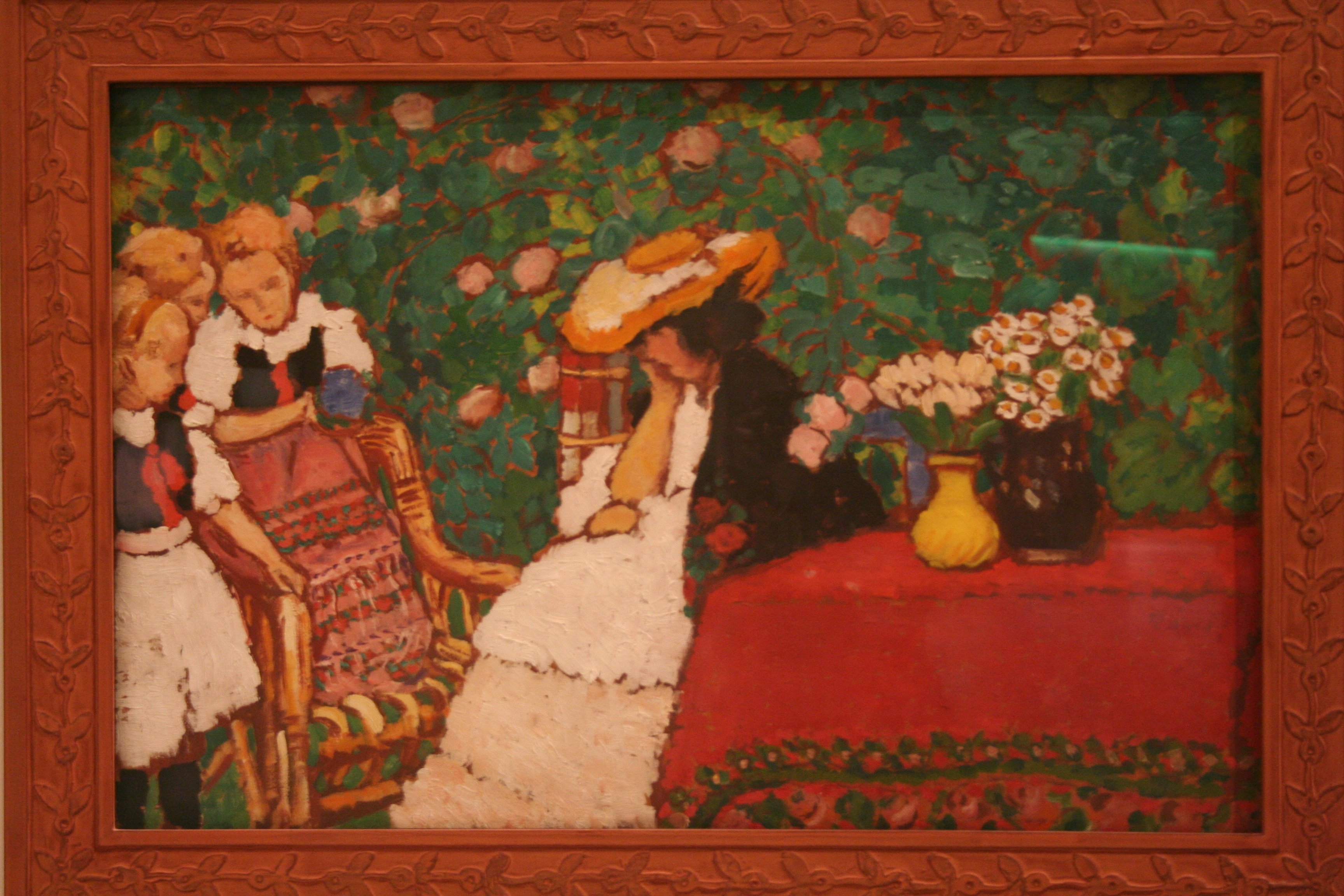
Dame mit drei Mädchen (ca. 1909)
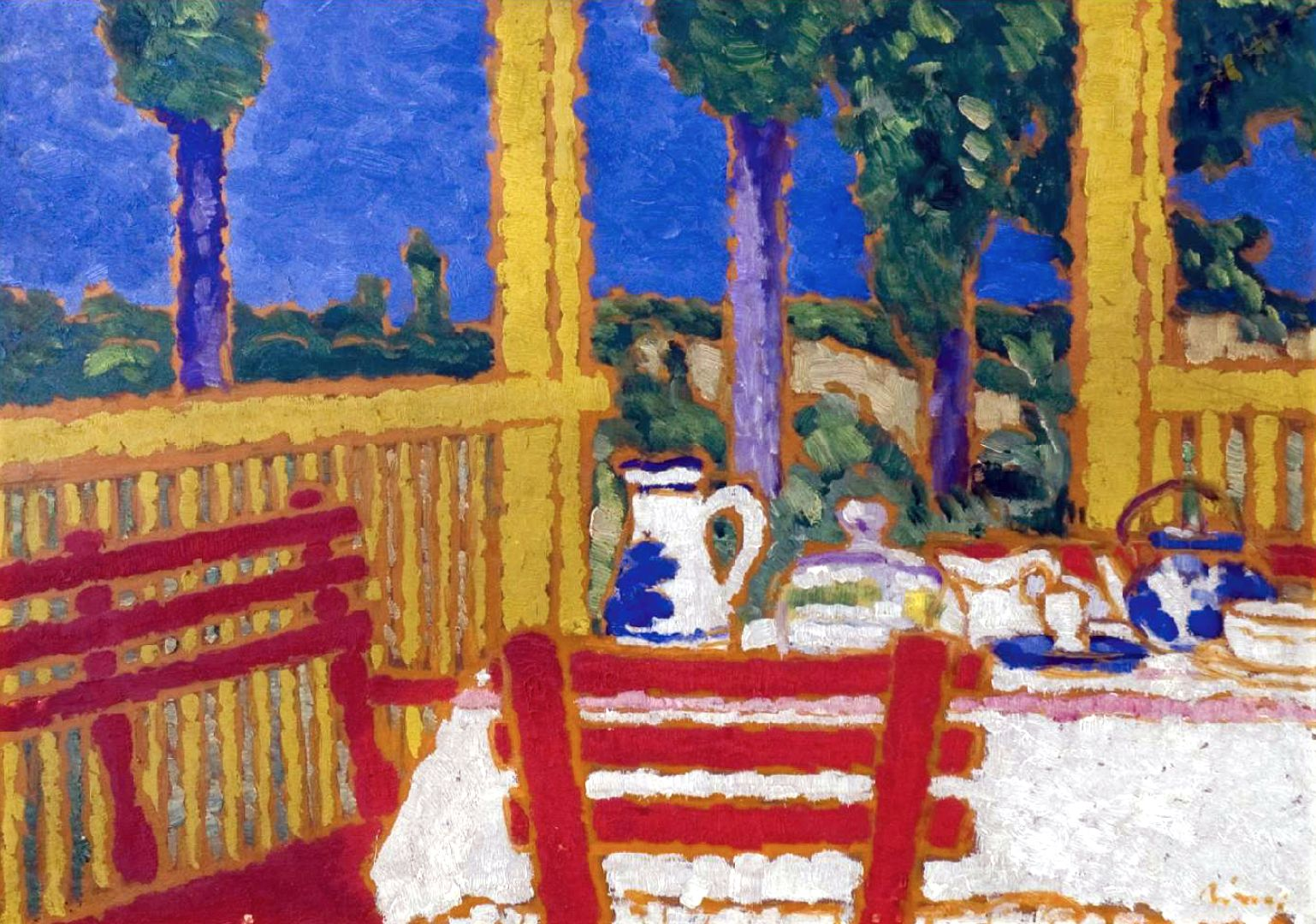
Frühstückstisch (um 1910)
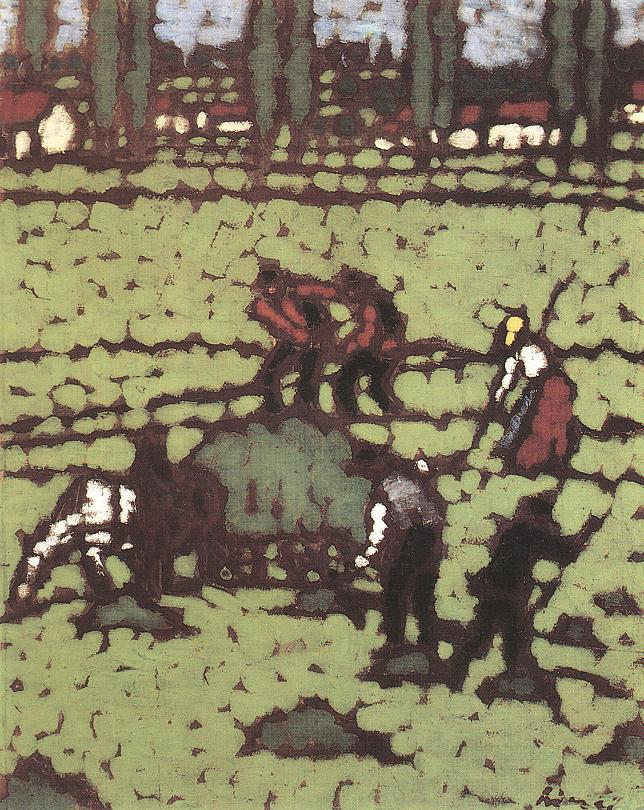
Landarbeit (um 1910)
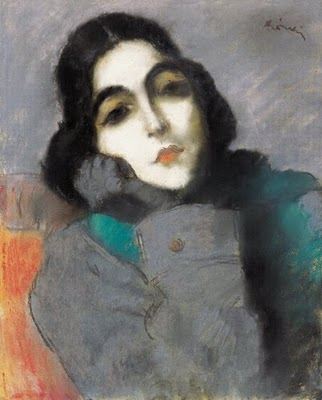
Portrait Zdenka Ticharich (1921)